# Sousoší svatého Jana a svatého Pavla (Medlešice)
Barokní pískovcové sousoší svatého Jana a svatého Pavla pravděpodobně od sochaře Karla A. Dewotyho  se od roku 1745 nalézá u silnice vedoucí z vesnice Medlešice do obce Dřenice v okrese Chrudim. Sousoší je od roku 1958 chráněno jako nemovitá kulturní památka ČR. V minulosti byly u sousoší uraženy hlavy světců, následně byly hlavy doplněny.

## Popis
Na pískovcovém základě stojí nízký, nahoře profilováním okosený podstavec s vypouklým čelem.
Na podstavci stojí pilíř s boky ozdobenými volutami a zakončený nahoře profilovanou římsou. Vypouklé čelo pilíře zdobí ozdobná kartuše s reliéfními aliančními erby donátorů sochy - vpravo je znak rodu Vernierů a vlevo znak rodu Caretto de Millesimo.
 Na boku pilíře je vytesán nápis s chronogramem 1795 (1797?).
Na římse pilíře stojí na nízkém profilovaném podstavci sousoší svatých Jana a Pavla. Oba prostovlasí světci s hlavami pozvednutými k nebesům stojí vedle sebe v nakročeném postoji. Oba světci jsou oděni rouchem s krátkou suknicí, přes kterou mají přehozeno rozevláté svrchní roucho.

## Fotogalerie

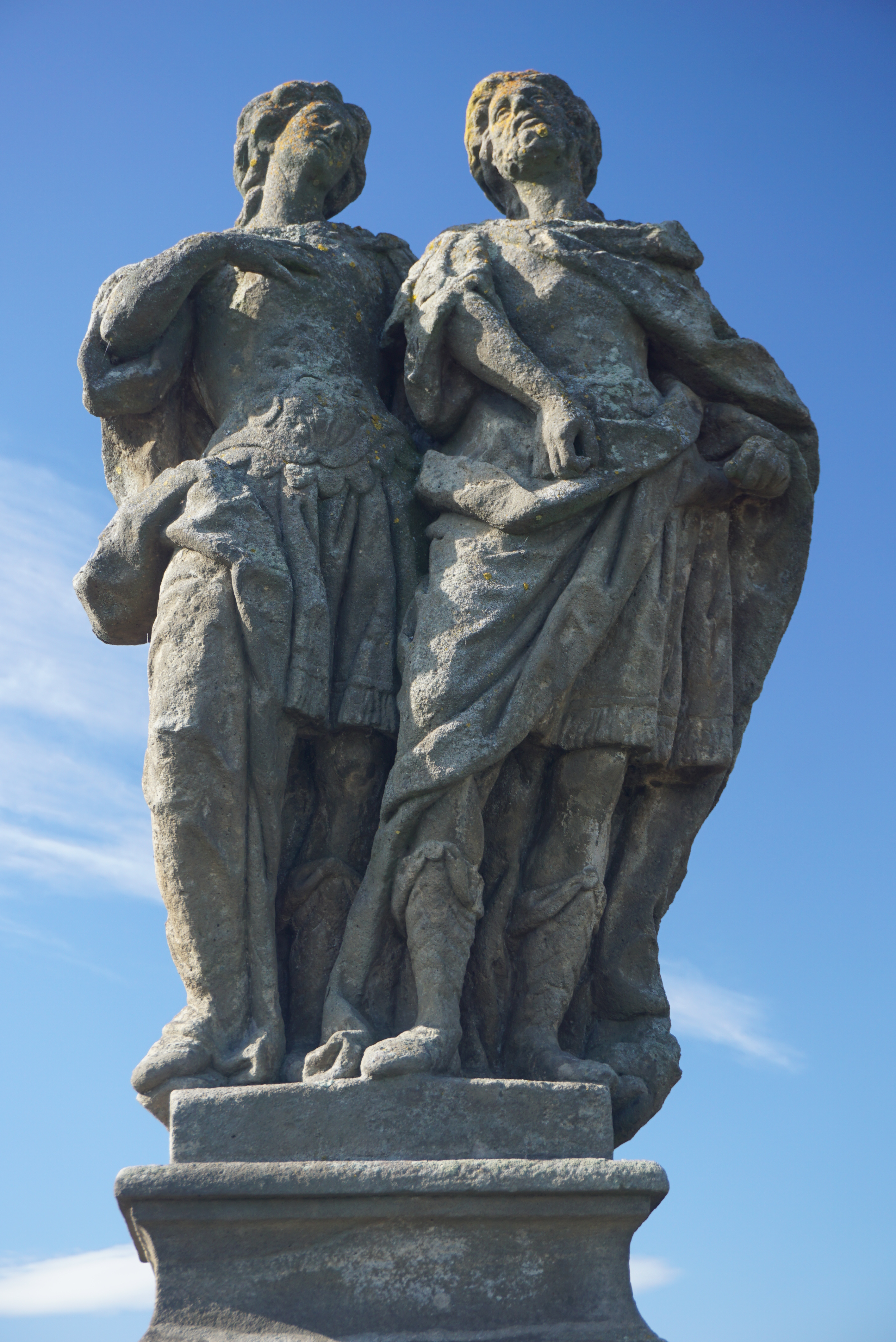
detail světců
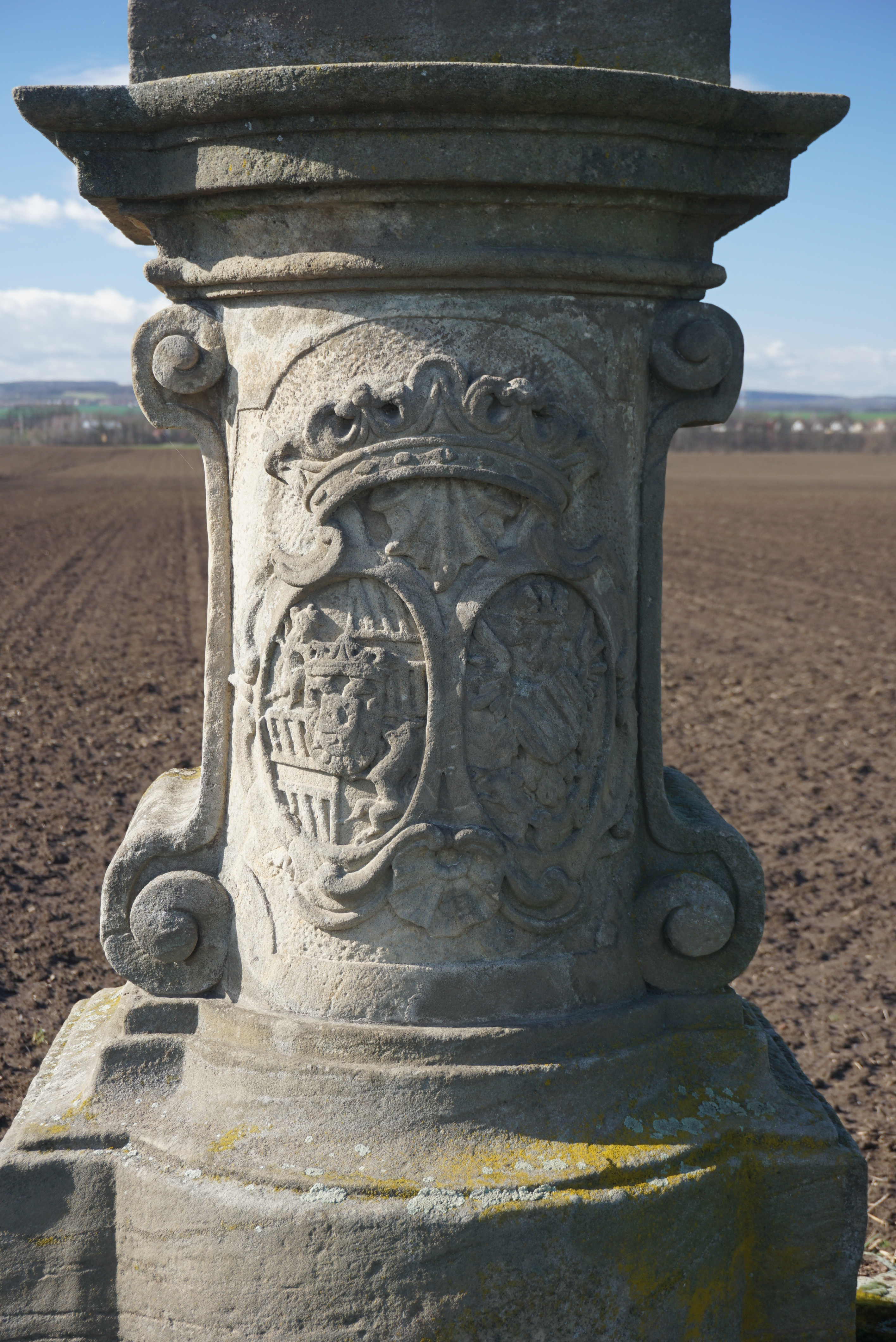
detail aliančních znaků
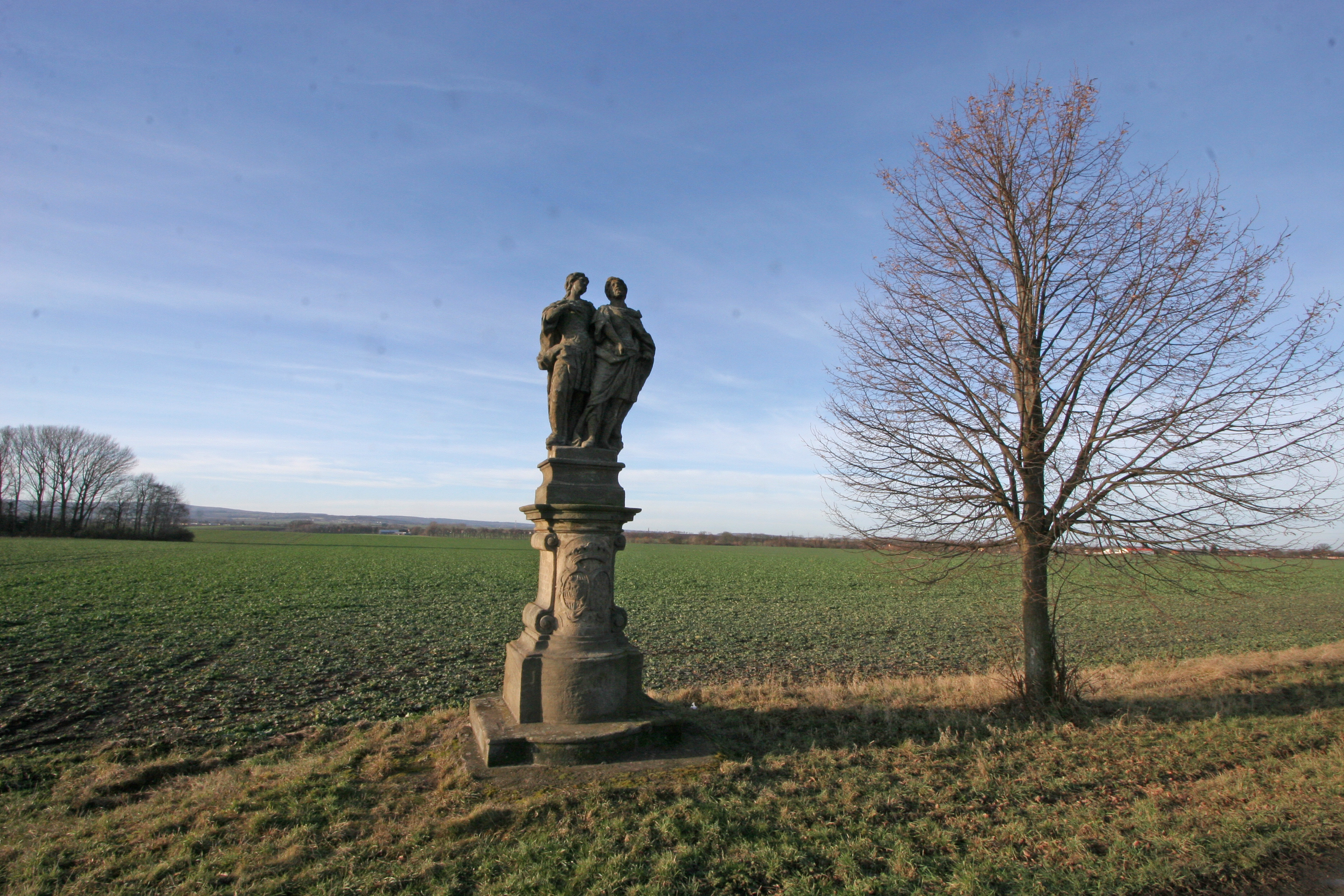
celkový pohled